# Valdas Dopolskas
Valdas Dopolskas (Vilnius, 30 april 1992) is een Litouws marathonloper. 

## Carrière
Drie keer won hij de halve marathon van Vilnius.  
Hij nam in 2015 deel aan de Marathon van Frankfurt, waarin hij het resultaat behaalde dat hem kwalificeerde voor deelname aan de Olympische Zomerspelen in 2016. Op 21 augustus 2016 behaalde hij in de olympische marathon de 111e plaats met een tijd van 2:28.21. 